# Црвена малина
Црвена малина или малина (лат. Rubus idaeus) је врста биљке из рода купина и малина (Rubus) и породице ружа (Rosaceae).

## Опис биљке
Вишегодишњи жбун са усправним, зељастим стаблом. Листови сложени од 3-7 листића, длакави. Цветови бели са дугачким цветним дршкама, сакупљени на врховима грана или у пазуху листова у гроздасте цвасти. Плодови су многобројне коштунице које су спојене разраслом, сочном цветном ложом црвене, ређе жуте боје.
Садржи витамине C и E, бојене материје, танине и флавоноиде. У плоду се налази више састојака од којих се издвајају шећери (глукоза, фруктоза, сахароза), органске киселине (јабучна, лимунска, салицилна, елагинска и др.), етарско уље, бојене и танинске материје, витамине C и E и др.

## Употреба
Лист се практично користи само у народној медицини за испирање усне дупље код упале њене слузокоже, код упале ждрела и код пролива. Улази у састав многобројних мешавина за лечење обољења кардио-васкуларног, желудачно-цревног система, менструалних и хормонских поремећаја и авитаминоза. Такође улази у састав мешавина за тзв. пролећно чишћење крви. Лист малине може да замени неке чајеве, као што су индијски, грузијски и руски.
У многим земљама се плод користи у научној медицини као средство за избацивање течности, код пролива и екцема. Екстракт из плода делује против вируса. Поред тога он активира гуштерача на лучење инсулина па тиме снижава шећер у крви. Користи се и у прехрамбеној индустрији.
У последње време се истражује деловање малине на малигне ћелије. Установљено је да елагинска киселина, које има доста у малинама, спречава умножавање ћелија рака. Превентивно и сузбијајуће дејство има и плод и чај од лишћа малине (и другог јагодичастог воћа: јагоде, купине и др.). У терапији малигних обољења малине нису лек и не могу да га замене, али су добра заштита од тих болести.

## Производња
По агенцији УН за исхрану и пољопривреду Фао Србија је једна од главних светских произвођача малина.
| Производња у тонама - подаци 2003-2004: FAOSTAT (FAO) |        |      |        |      |
| Русија                                                | 95000  | 26%  | 110000 | 28%  |
| Србија                                                | 79471  | 21%  | 79471  | 20%  |
| САД                                                   | 48535  | 13%  | 50000  | 13%  |
| Пољска                                                | 42941  | 12%  | 42000  | 11%  |
| Немачка                                               | 20600  | 6%   | 20500  | 5%   |
| Украјина                                              | 19700  | 5%   | 20000  | 5%   |
| Канада                                                | 14236  | 4%   | 13700  | 4%   |
| Мађарска                                              | 9000   | 2%   | 10000  | 3%   |
| Велика Британија                                      | 8000   | 2%   | 8000   | 2%   |
| Француска                                             | 6830   | 2%   | 7500   | 2%   |
| остали                                                | 27603  | 7%   | 27890  | 7%   |
| укупно                                                | 371916 | 100% | 389061 | 100% |

## Галерија
- Десерт од малина са свежим сиром и медом